# Five Tribes
 (novembre 2016).
Si vous disposez d'ouvrages ou d'articles de référence ou si vous connaissez des sites web de qualité traitant du thème abordé ici, merci de compléter l'article en donnant les références utiles à sa vérifiabilité et en les liant à la section « Notes et références ».
Five Tribes est un jeu de société créé par Bruno Cathala,, illustré par Clément Masson qui a obtenu Grand Prix 2015 (As D'or). Il a été publié par Days of Wonder en 2014.

## Règles du jeu de base

### Matériel
Une boîte de jeu se compose des éléments suivants :
- 30 tuiles formant le sultanat
- 2 sets de joueur de 8 chameaux et 1 pion d'enchère
- 2 sets de joueur de 11 chameaux et 2 pions d'enchère
- un sac de 90 meeples en bois représentant les tribus de Naqala :
  - 16 Vizirs (jaunes)
  - 18 Assassins (rouges)
  - 18 Bâtisseurs (bleus)
  - 18 Marchands (verts)
  - 20 Sages (blancs)
- 10 palais et 12 palmiers
- 22 cartes Djinn
- 54 cartes Ressource
- 96 pièces d'or
- 1 piste d'ordre des enchères & 1 piste d'ordre de jeu
- 1 bloc pour noter les scores des joueurs
- 5 aides de jeu (tour de jeu / Djinns)
- 1 livret de règles

### Installation du jeu
On forme le plateau du sultanat en disposant aléatoirement les 30 tuiles de sorte à former un rectangle de 6x5. Enfin à l'aide du sac, on tire trois meeples aléatoirement et on les place une tuile. On répète cette opération jusqu'à remplir chaque tuile du plateau de jeu.
On place la piste d'ordre des enchères et la piste d'ordre de jeux à proximité du plateau de jeu. On dispose les cartes Ressource face cachée pour former une pile, puis on révèle les 9 premières cartes face visible à côté de la pile. On dispose également les Djinn face caché et on dévoile les trois premières cartes à côté de la pile. Enfin chaque joueur reçoit 50 pièces d'or (9 pièces de "5" et 5 pièces de "1").

### Déroulement de la partie
Le jeu se décrit en phase : une première phase enchère qui permet à chaque joueurs de choisir son ordre de jeu en misant des pièces; la deuxième phase d'action consiste à prendre les meeples d'une tuile et de les "semer" sur les autres tuiles adjacentes. La seule contrainte lors de cette action est de déposer son dernier meeple sur une tuile qui possède au moins un autre meeple de la même couleur. On récupère alors tous les meeples de la même couleur présente sur cette tuiles. Si on vide la tuile, on prend le contrôle de cette tuile en posant un chameau de sa couleur sur cette dernière. Enfin on peut effectuer l'action qui figure sur la tuile où on a fini son déplacement.
Comme le nom l'indique, dans Five Tribes on retrouve cinq tribus différentes à savoir : la Tribu des Vizirs (jaune), la Tribu des Sages (blanc), la Tribu des Marchands (vert), la Tribu des Bâtisseurs (bleu) et  la Tribu des Assassins (rouge). Chaque tribu apporte un avantage au jouer qui les recrute comme gagner des pièces d'or (Tribu des Bâtisseurs) ou encore recruter des Djinns (Tribu des Sages) .

### Fin de partie et vainqueur
Le jeu s'arrête quand il n'y a plus aucun meeple en jeu ou déplacement n'est possible sur le plateau. On marque des points de victoire (PV) comme suit:
- 1 PV par pièce d'or (PO) en votre possession
- 1 PV pour chaque Vizir (jaune) en votre possession + 10 PV pour chaque adversaire ayant strictement moins de Vizirs que vous
- 2 PV pour chaque Sage (blanc) en votre possession ;
- les PV de vos cartes Djinn
- les PV des tuiles que vous contrôlez (avec un chameau à votre couleur)
- 3 PV pour chaque palmier situé sur les tuiles que vous contrôlez
- 5PV pour chaque palais situé sur les tuiles que vous contrôlez
- les PV accordés par chaque série de marchandises différentes en votre possession (uniquement les marchandises, et non les Fakirs).

Le gagnant est celui qui possède le plus de point à la fin du jeu.

## Extensions

### Extensions officielles
Il existe différentes extensions officielles de Five Tribes. Pour pouvoir y jouer, il faut posséder le jeu de base :
- Five Tribes - Les Artisans De Naqala : Cette première extension est sortie en 2015. Elle ajoute les artisans, représentés dans le jeu par des meeples violet, et permet la fabrication d'objets précieux ou magiques.
- Five Tribes - Les Voleurs De Naqala : Cette deuxième extension est sortie en 2016. Elle ajoute les cartes voleurs.
- Five Tribes - Les Caprices Du Sultan : Cette troisième extension est sortie en 2017. Elle permet de jouer à 5 jouers et ajoute des cartes supplémentaires qui correspondent à des objectifs pour les joueurs.

### Goodies
- Five Tribes - Dhenim : Un nouveau Djinn créée pour Essen 2014.
- Five Tribes - Wilwit : Un Djinn sorti en 2015 pour la première extension[6].
- Five Tribes - Galbells : Un nouveau Djinn pour Five Tribes sorti en 2017 en récompense pour la campagne Kickstarter

## Récompense
Grand Prix 2015 (As D'or)